# Ultem Publications
Ultem Publications est une maison d'édition américaine de comic book fondée au printemps 1937 par I. W. Ullman et Frank Z. Temerson par les rachats successifs de Comics Magazine Company et Chesler Publications. Harry Chesler était rédacteur en chef des quatre titres. Après cinq mois d'activité, ses titres furent rachetés à l'automne par la maison d'édition de pulps Centaur Publications, qui cherchait à se lancer dans le comic book.

## Titres publiés
Les dates de parution indiquées sont les dates figurant en couverture. La date de sortie réelle en kiosque est inférieure de deux ou trois mois à cette date.
| Titre                 | Nombre de numéros | Dates de parution | Notes                                                     |
| --------------------- | ----------------- | ----------------- | --------------------------------------------------------- |
| Funny Pages           | 5                 | 09/1937-01/1938   | Titre précédemment publié par la Comics Magazine Company. |
| Funny Picture Stories | 5                 | 09/1937-01/1938   | Titre précédemment publié par la Comics Magazine Company. |
| Star Comics           | 3                 | 10/1937-01/1938   | Titre précédemment publié par Chesler Publications.       |
| Star Ranger           | 3                 | 10/1937-01/1938   | Titre précédemment publié par Chesler Publications.       |

## Documentation
- (en) Ultem Publications sur la Grand Comics Database.
- (en) Mike Benton, « Centaur Publishing » et « Harry "A" Chesler », dans The Comics Book in America. An Illustrated History, Dallas : Taylor Publishing Company, 1989, p. 98-99.